# 夜飛人
《夜飛人》是史蒂芬·金所著的短篇小說，最先1988年刊登在《原始罪惡》雜誌 ，在1993年，史蒂芬將故事收錄在短篇小說集《惡夢工廠》內，1997年被改編成電影《史蒂芬金惡夜嚇破膽》。

## 故事簡介
理查·迪斯是一名記者，為《內部透視》雜誌工作，他察覺得到最近發生的恐怖兇殺案有著不約而同的相同之處，他認為互助有關連，他替這個兇手改了一個名叫夜飛人，很有可能是吸血鬼，於是要求出差查個水落石出。迪斯一路追蹤夜飛人到不同的機場，去到威爾明頓的機場。在機場，夜飛人正大肆殺戮，迪斯忍受不住四周血腥的場面，走到廁所嘔吐，他在廁所遇到夜飛人，真正的吸血鬼，夜飛人沒有殺迪斯，只要求迪斯交出相機底片。

## 與其他作品的關聯
迪斯曾經出現在史蒂芬·金之前的另一本小說《再死一次》中，一樣也是《內部透視》雜誌的記者，他想要採訪該小說的主角強尼·史密斯，然而被強尼拒絕了。而在《惡夢工廠》的附記中，史蒂芬金提到夜飛人應該是另外一個短篇小說〈小寶貝〉（同樣收錄於《惡夢工廠》）中的祖父。